# Флит модел 10
Флит модел 10  је америчко-канадски једномоторни двокрилни авион за почетну обуку пилота развијен 1934 године на основи авиона Флит модел 7.

## Пројектовање и развој
Предузимљиви Рубин Х. Флит откупио од Consolidated Aircraft Corporation сва права на производњу авиона "Husky Junior", формирао фирме Fleet Aircraft у САД и Канади. Нова компанија није производила авион под називом "Husky Junior" него као Fleet model 1. Авион се развијао како у техничком тако и технолошком смислу, на тржишту је добро пролазио, тако да је настала читава фамилија авиона под називом Флит. Када је 1934. године из Кине стигла поруџбина, на бази Модела 7 направљена је експортна верзија авиона Fleet model 10. На овом авиону у односу на Модел 7, извршена је реконструкција репа, кокпита и стајног трапа, направљен балдахин у облику слова V, уграђене кочнице на точковима и низ других мањих побољшања.

## Технички опис
Авион Флит модел 10 је двокрилни једномоторни, двосед, комбиноване конструкције. Авион је у кљуну имао ваздухом хлађен мотор најчешће звездастог распореда цилиндара снаге од 75 до 130 kW. Мотори су били опремљени карбураторима и за леђно летење. Покретала га је дрвена вучна двокрака елиса фиксног корака.
Труп авиона је металне конструкције (танкозиде хромом легиране челичне цеви спојене аутогеним заваривањем) и обложен предњи део дуралуминијумским лимом а задњи део трупа и реп импрегнираним платном. Капотажа мотора је имала отворе кроз које је топао ваздух излазио из моторног простора и тиме олакшавало хлађење мотора. У трупу авиона се налазила отворена пилотска кабина са два седишта у тандем распореду (један иза другог) у којој су седели је пилот-инструктор и питомац-ученик, обојица су била заштићена ветробранским стаклом. Авион је био опремљен свим инструментима који омогућавају слепо летење. Ивице кокпита су биле тапациране кожом како би заштитиле чланове посаде од повреда приликом нерегуларности лета. Попречни пресек трупа је био овалан.
Крила su била правоугаоног облика дрвене конструкције од смреке а сва ојачања су направљена од дуралуминијума а пресвучена импрегнираним памучним платном. Крила су између себе била повезана са по једном упорницом у облику слова N на сваком крилу. Упорнице су направљене од танкозидих цеви легираних хром челика високе чврстоће. Крилца за управљање авионом су се налазила на доњим крилима. Затезачи су били од клавирске челичне жице. Оба крила су имала облик правоугаоника истих димензија с тим што је горње крило било померено према кљуну авиона у односу на доње. Што је олакшало улажење и излажење посаде у авион.
Авион је имао фиксни стајни трап конвенционалне конструкције са два предња точка постављана на еластичну осовину и еластичну дрљачу као трећу ослону тачку авиона испод репа авиона. Точкови су били опремљени дуплим кочионим системом. Гуме на точковима су биле ниског притиска (тз. балонске гуме). Амортизација стајног трапа је била помоћу амортизера уграђених у стубове.

### Варијанте авиона
- Fleet Model 10A - верзија са мотором Kinner снаге 75 kW
- Fleet Model 10B - верзија са мотором Kinner снаге 93 kW
- Fleet Model 10D - верзија са мотором Kinner снаге 118 kW
- Fleet Model 10-32D - исти као Model 10D, али са размахом крила већим за 1,22-m
- Fleet Model 10E - верзија са мотором Warner снаге 92 kW
- Fleet Model 10F - верзија са мотором Warner снаге 108 kW
- Fleet Model 10G - верзија са мотором de Havilland Gypsy Major снаге 100 kW (за Португалију и Румунију)
- Fleet Model 10H - верзија са мотором Menasco C-4S

## Земље корисници овог авиона
- Аргентина
- Канада
- Мексико
- Турска
- Израел
- Португалија
- САД
- Румунија
- Краљевина Југославија
- Република Кина

## Оперативно коришћење
Флит-ови авиони су били веома распрострањени у САД и Канади. Само у првој години рада Fleet Aircraft Inc. је продао преко 300 примерака ових авиона, док је канадска филијала Флит-а Fleet Aircraft Ltd. само канадском ваздухопловству испоручила 600 примерака ових авиона.
Авиони Флит су се продавали и користили у следећим земљама: Аргентина, Кина, Канада, САД, Румунија, Португалија, Мексико, Турска, Југославија и Израел. Сем у САД и Канади овај авион се на основу лиценцног права производио још и у Румунији и Португалији.

### Оперативно коришћење у Југославији
Поморско ваздухопловство Краљевине Југославије је 1936. године купило два хидроавиона Флит модел 10 који су служили за обуку поморских пилота. После неколико година интензивног летења оргинални амерички мотори Kinner су се истрошили па су их заменили домаћим Walter-NZ od 120 KS. Оба авиона су била у летном стању до Другог светског рата.
По капитулацији Југославије, Италијани су заробили авионе Флит (Fleet). Оба су завршила у бази Дивуље, а са једним од њих је италијански пилот имао удес при покушају лета, па су другом скинули крила и гурнули у крај хангара са осталим авионима. Када је капитулирала Италија у близини базе није било већих партизанских јединица која би заузела базу, па су непријатељски војници искористили прилику и део људства је успело да побегне у Италију са 7 хидроавиона, и тамо се предали савезницима.
Бивши наредник хидропилот Цирил Врабич је успео да наговори једног подофицира-механичара да скине магнете са тог авиона и да му их да. На тај начин је био сигуран да неће са овим авионом неки италијански пилот отићи преко мора. Механичари Раде Вукчевић и Јоже Шуштерич, су са двојицом заробљених италијанских механичара који су хтели да им помогну, поправили авион за један дан. А на крилима и трупу су нацртали велике црвене петокраке. Извукли су авион на воду, насули уље и гориво и обавили пробни лет, 10.09.1943, а онда истог дана увече, пребазирали хидроавион у Врањице код Трогира. Већ 11.09. у 5 h ујутру извршен је први задатак, извршили су извиђање немачке колоне која је ишла ка Дивуљама. Од 11.09. па до 6. октобра 1943. кад је настрадао због квара, овај партизански хидроавион је обавио укупно 30 летова.